# Денисковичский сельсовет
Денисковичский сельсовет (бел. Дзяніскавіцкі сельсавет) — административная единица на территории Ганцевичского района Брестской области Белоруссии. Административный центр — деревня Денисковичи.

## История
Создан 12 октября 1940 года в составе Ганцевичского района Пинской области. С 8 января 1954 года — в Брестской области. 22 декабря 1954 года из состава сельсовета исключена деревня Будча, вошедшая в состав Чудинского сельсовета. С 25 декабря 1962 года по 30 июля 1966 года в составе Ляховичского района.

## Состав
Денисковичский сельсовет включает 1 населённый пункт:
| Населённый пункт | Статус  | Площадь, км² | Население | Население | +/–   | СОАТО         | Координаты                      |
| Населённый пункт | Статус  | Площадь, км² | 2009      | 2019      | +/–   | СОАТО         | Координаты                      |
| ---------------- | ------- | ------------ | --------- | --------- | ----- | ------------- | ------------------------------- |
| Денисковичи      | деревня | 5,3155       | 1223      | 778       | ▼ 445 | 1 216 804 021 | 52°43′23″ с. ш. 26°40′43″ в. д. |
| ВСЕГО            | ВСЕГО   | ВСЕГО        | 1223      | 778       | ▼ 445 |               |                                 |

## Культура
- Историко-краеведческий музей в д. Денисковичи